# 와키사카 야스테루
와키사카 야스테루(일본어: 脇坂 安照, 메이레키 4년 음력 3월 20일(1658년 4월 22일) ~ 교호 7년 음력 9월 19일(1722년 10월 28일))는 에도 시대 중기의 다이묘이다. 하리마 다쓰노번 제2대 번주. 다쓰노번 와키사카가(龍野藩脇坂家) 제4대 당주.

## 등장 작품
- 충신장: 배우: 요로즈야 킨노스케(萬屋錦之介), 무라카미 히로아키(村上弘明) 등

| 전임 와키자카 야스마사 | 제2대 다쓰노번 번주 (와키사카씨) 1684년 ~ 1709년 | 후임 와키사카 야스즈미 |